# Rancho Seco, Chihuahua
Rancho Seco är en ort i Mexiko.   Den ligger i kommunen Guachochi och delstaten Chihuahua, i den nordvästra delen av landet, 1 200 km nordväst om huvudstaden Mexico City. Rancho Seco ligger 2 464 meter över havet och antalet invånare är 340.
Terrängen runt Rancho Seco är varierad. Runt Rancho Seco är det mycket glesbefolkat, med 6 invånare per kvadratkilometer. Närmaste större samhälle är Guachochi, 3,4 km norr om Rancho Seco. I omgivningarna runt Rancho Seco växer huvudsakligen savannskog.